# إدي نا
إدي نا (بالإنجليزية: Eddie Na)‏ (12 فبراير 1996 - ) هو لاعب كرة قدم أمريكي في مركز الهجوم. شارك مع منتخب غوام لكرة القدم.

## وصلات خارجية
- إدي نا على موقع قاعدة بيانات كرة القدم.إي يو (الإنجليزية)
- إدي نا على موقع ناشيونال فوتبول تيمز (الإنجليزية)